# 马文娟
马文娟（1965年2月—），女，回族，江苏南京人，中华人民共和国政治人物。现任宁夏回族自治区政协副主席，中共宁夏回族自治区纪委副书记、宁夏回族自治区监委副主任。